# Mouche (film, 1991)
Pour les articles homonymes, voir Mouche (homonymie).
Mouche est un film français inachevé de Marcel Carné, adaptation de la nouvelle de Guy de Maupassant, Mouche, sur un scénario de Didier Decoin. Ce tournage arrêté en 1992 fut le dernier de Marcel Carné.

## Tournage
Le début du tournage est décidé pour 1991 avec une équipe technique composée notamment du chef opérateur Pasqualino De Santis et du créateur de costumes Jacques Fonteray. Il est interrompu, d'abord en raison de l'état de santé du réalisateur, puis à cause d'une grève des techniciens n'ayant pas été payés. Un autre producteur ne réussit pas à faire aboutir son projet de reprise. En novembre 1992, le tournage est définitivement arrêté.

## Distribution
- Virginie Ledoyen
- Wadeck Stanczak
- Roland Lesaffre